# Radko Gudas
Radko Gudas (Kladno, 5 giugno 1990) è un hockeista su ghiaccio ceco, difensore e capitano degli Anaheim Ducks (NHL).
Prima dei Ducks, Gudas ha vestito in NHL le maglie di Tampa Bay Lightning, Philadelphia Flyers, Washington Capitals e Florida Panthers.
Figlio di Leo Gudas (nazionale cecoslovacco alle Olimpiadi invernali del 1992), Gudas è nato e cresciuto a Kladno, città nella quale ha mosso i suoi primi passi nell'hockey su ghiaccio con la squadra locale, il Rytíři Kladno. Nel 2009 si trasferisce negli Stati Uniti, in cui disputa una stagione con gli Everett Silvertips in WHL, per poi essere selezionato al Draft 2010 dai Tampa Bay Lightning con la 66ª scelta assoluta. In rappresentanza della Repubblica Ceca, Gudas ha partecipato a ben due mondiali junior e alle Olimpiadi invernali 2014 con la nazionale maggiore, per poi vincere la medaglia d'oro ai Mondiali 2024.

## Carriera professionistica

### Giovanili
Nella stagione 2009-10, Radko Gudas esordisce in Extraliga con il Kladno. Successivamente viene selezionato dagli Everett Silvertips della WHL con CHL Import Draft, con la 20ª scelta. Tuttavia, nel 2009, il grande salto in NHL viene rimandato, quando non viene selezionato da nessuna squadra al Draft 2009; tuttavia, dopo il draft, Gudas viene invitato al training camp del Los Angeles Kings, senza che però questa squadra gli offra un contratto. Nell'autunno 2009, quindi, Gudas ritorna con i Silvertips con cui disputa un'ottima stagione in cui fa registrare 7 goal, 30 assist e ben 151 minuti in panca puniti. Le sue ottime prestazioni con i Silvertips gli valgono infine la chiamata definitiva in NHL, quando i Tampa Bay Lightning lo selezionano al 3° round del Draft 2010. Dal 10 al 14 luglio 2010 Gudas viene convocato al development camp dei Lightning e l'8 agosto firma il suo primo contratto NHL, con un entry-level contract triennale.

### Tampa Bay Lightning
Nel 2010 Gudas partecipa al suo primo training camp di NHL con i Tampa Bay Lightning, per poi essere trasferito alla squadra affiliata di AHL, i Norfolk Admirals. Fin da subito Gudas si rende noto per le sue cariche durissime agli avversari e la sua estrema aggressività sul rink. In totale, nella sua prima stagione da rookie, Gudas si toglie i guanti per ben 16 volte, totalizzando 165 minuti di penalità in 76 partite disputate con gli Admirals. Totalizza comunque 17 punti, con 4 goal e 13 assist.
Nella stagione 2011-12, Gudas viene nuovamente assegnato agli Admirals in AHL, con i quali gioca tutta la stagione e, insieme ai suoi compagni, ottiene il record di vittorie consecutive nella storia della squadra, ben 28. Insieme ad un'altra giovane promessa dei Lightning, Mark Barberio, Gudas forma la coppia difensiva che trascina gli Admirals alla vittoria della Calder Cup 2012, battendo nettamente i Toronto Marlies in una serie conclusa per 4–0. Durante quei playoff, Gudas comincia ad avere l'abitudine di tenere la barba lunga, un'usanza molto apprezzata dai suoi tifosi e che rimane un suo tratto caratteristico per tutto il resto della sua carriera.
Dopo la fantastica stagione con gli Admirals, i Lightning concludono il loro accordo di affiliazione con la squadra di Norfolk e si legano ad un'altra squadra di AHL, i Syracuse Crunch. Gudas viene assegnato a questi ultimi per la stagione 2012-13, per poi essere chiamato in NHL per la prima volta nella sua carriera l'11 marzo 2013. Fino a quel momento, con i Crunch Gudas ha totalizzato 4 goal e 16 assist, al comando di tutta la AHL per rating (+32), nonché al 4° posto per minuti in panca puniti (207).
L'esordio assoluto in NHL di Radko Gudas arriva il 12 marzo 2013 contro i Florida Panthers, dove Gudas fa registrare 3 blocked shots e 2 cariche in 15:20 minuti di impiego. Proprio durante questa partita Gudas si mette per la prima volta in mostra a tutta la NHL per la sua durezza con una carica pesantissima sull'attaccante dei Panthers Kris Versteeg che, pur cercando di evitare la carica, non è riuscito ad evitare l'impatto con il difensore ceco. Versteeg è costretto a lasciare il ghiaccio per un infortunio alla gamba destra e, due giorni dopo, viene data la notizia della necessità di operarlo al ginocchio e che la sua stagione è finita. Gudas chiude la sua prima stagione in NHL con 22 presenze, 2 goal, 3 assist e 38 PIM, con un rating di +3. Con la fine della regular season dei Lightning, Gudas viene trasferito in AHL a sostegno della corsa al titolo dei Syracuse Crunch nei playoff 2013. Tuttavia, durante le Eastern Conference Championship Series, Gudas subisce un infortunio al ginocchio e salta le prime quattro partite delle Finals contro i Grand Rapid Griffins (chi finiranno per vincere il titolo). Finisce così la carriera di Gudas in AHL.
Nonostante l'infortunio, il 6 maggio 2013 Gudas rinnova il suo accordo con i Lightning, chiudendo un triennale. Nelle gerarchie della squadra, Gudas scalza il compagno di squadra Eric Brewer diventando uno degli elementi delle due coppie difensive principali dei Lightning. Tuttavia, Gudas si mette numerose volte in mostra per il suo gioco eccessivamente fisico, mettendolo nei guai in alcuni momenti della sua prima stagione intera in NHL. L'evento più serio coinvolge l'attaccante dei Florida Panthers Scottie Upshall, che getta dell'acqua da una borraccia in faccia a Gudas, scivolato di fronte alla panca dei Panthers; per tutta risposta, Gudas colpisce con il suo bastone alcuni giocatori dei Panthers, venendo immediatamente espulso (nonostante siano con un difensore in meno, i Lightning riusciranno a vincere la gara). Un'altra espulsione a carico di Gudas arriva il 5 marzo 2014 contro i Dallas Stars, con il general manager della sua squadra, Steve Yzerman, che esclude alcuna sanzione disciplinare da parte della lega. Gudas finisce la sua prima stagione intera in NHL collezionando 3 presenze ai playoff, nella serie persa dai Lightning contro i Montreal Canadiens per 4–0.
Durante la stagione 2014-15, il 6 gennaio 2015, Gudas viene operato al ginocchio infortunato alla fine della stagione 2013-14, costringendolo a rimanere fuori fino alla stagione successiva.

### Philadelphia Flyers
Il 2 marzo 2015, alla trade deadline, Gudas viene ceduto ai Philadelphia Flyers insieme ad una scelta al 1° round e al 3° round del Draft 2015, in cambio del difensore Braydon Coburn.
Dopo aver recuperato dall'operazione chirurghica, Gudas viene squalificato per 3 gare dopo che il 1° dicembre 2015, nella partita vinta contro gli Ottawa Senators per 4–2, colpisce alla testa Mika Zibanejad. Nonostante Zibanejad sia stato costretto ad uscire dal ghiaccio, Gudas non ha subito alcun provvedimento durante la gara.
Il 23 giugno 2016, Gudas rinnova il suo contratto con i Flyers firmando un quadriennale da 13.4 milioni $.
Già nella preseason della stagione 2016-17, Gudas si rende protagonista di un nuovo episodio in una partita contro i Boston Bruins l'8 ottobre, quando carica pesantemente Austin Czarnik, che è costretto a lasciare il ghiaccio e verrà esaminato per un possibile trauma cranico. Gudas subisce una minor penalty e successivamente il Department of Player Safety della NHL lo squalifica per 6 gare (in parte aggravata per il precedente episodio della stagione precedente).

### Washington Capitals
Il 14 giugno 2019, Gudas viene ceduto ai Washington Capitals in cambio del difensore Matt Niskanen.

### Florida Panthers
Arrivato a scadenza il suo contratto con i Capitals, il 9 ottobre 2020 Gudas firma da free agent un contratto triennale con i Florida Panthers per un valore di 7.5 milioni $, rimanendo a giocare nella Eastern Conference.

### Anaheim Ducks
Arrivato a scadenza anche con i Panthers, Gudas firma un contratto triennale con gli Anaheim Ducks per 12 milioni $. Al secondo anno di contratto, i Ducks lo nominano come nuovo capitano della squadra (il 9° nella storia della franchigia di Anaheim), succedendo al ritirato Ryan Getzlaf.

## Nazionale

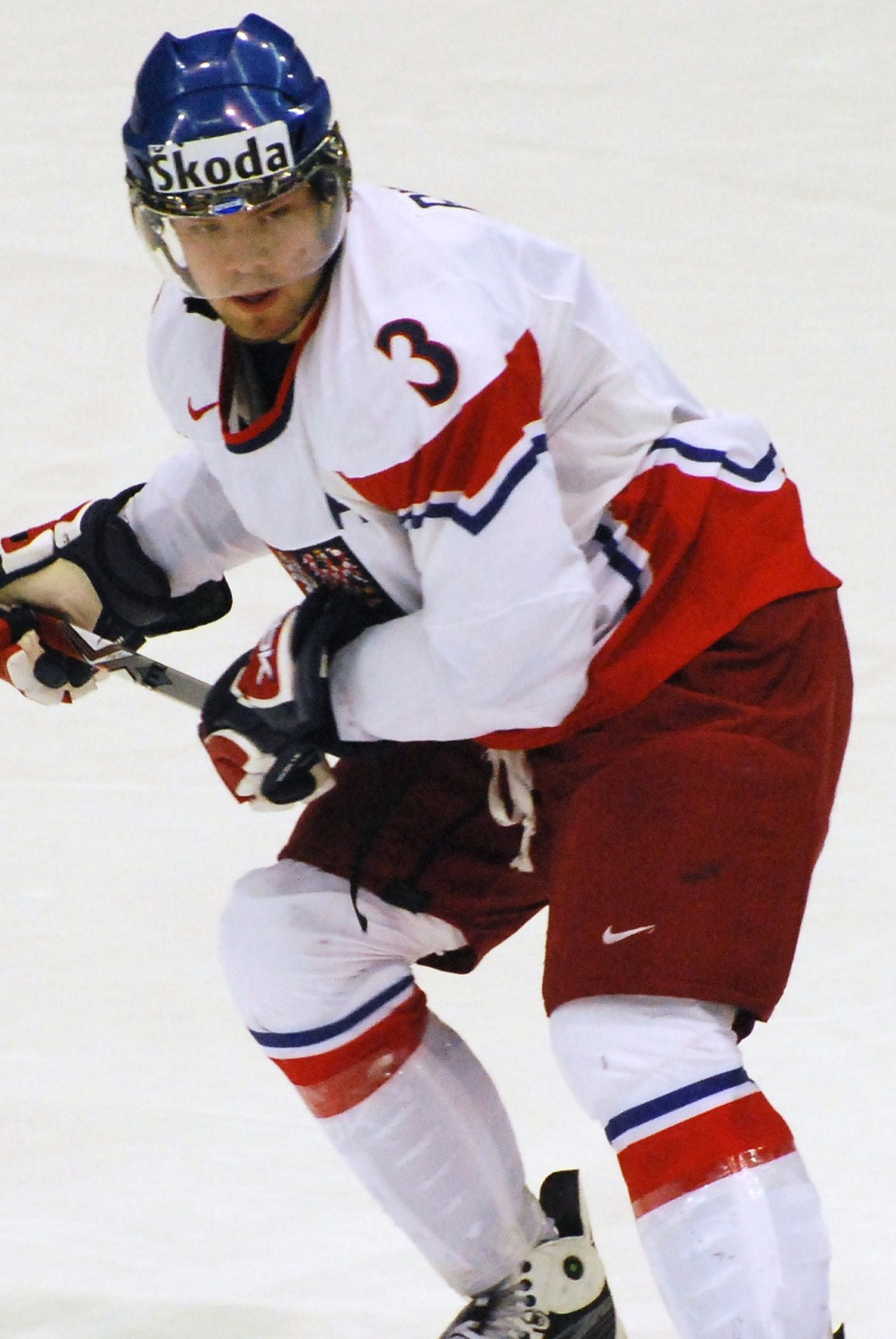
Radko Gudas con la selezione della Repubblica Ceca Under 20 ai World Junior Ice Hockey Championships del 2010.

Dopo aver fatto parte di diverse selezioni giovanili, il 6 gennaio 2014 Radko Gudas riceve la sua prima convocazione nella nazionale maggiore della Repubblica Ceca (insieme ad Ondrej Palat, suo compagno di squadra nei Tampa Bay Lightning) in occasione delle Olimpiadi invernali 2014 a Sochi (Russia). Gudas disputa 3 gare (saltandone 2 per malattia) in cui fa registrare 4 PIM. Gudas e la nazionale ceca sono stati eliminati dal torneo olimpico dagli Stati Uniti.
Gudas ha partecipato anche alla spedizione vincente della Repubblica Ceca ai Mondiali 2024.

## Critiche
Lo stile di gioco di Radko Gudas ha spesso provocato polemiche, penalità, infortuni ai giocatori avversari e successive squalifiche al giocatore comminate dal Department of Player Safety della NHL. Alla fine del 2016, James O'Brien (giornalista di NBC Sports) rivela che la NHL ha costantemente sotto controllo il comportamento di Gudas sul rink. Diversi giornalisti hanno descritto Gudas come un giocatore irresponsabile, un giocatore che dimostra costantemente di non avere rispetto e cautela per i giocatori avversari che si trovino in situazioni pericolose. Durante il suo periodo ai Flyers, la stampa giornalistica locale lo ha descritto come un giocatore che "rappresenta tutto quello che una volta erano i Flyers e che non dovrebbero più aspirare ad essere. [...] irresponsabile, che fa diminuire non solo le possibilità di vittoria dei Flyers, ma anche la sicurezza e la salute degli avversari, un giocatore inaffidabile anche per i suoi compagni di squadra [...]".
Il 2 dicembre 2015 Gudas viene squalificato per 3 gare dopo aver colpito il giorno prima alla testa Mika Zibanejad, attaccante degli Ottawa Senators; la NHL dichiara che il colpo di Gudas ha provocato un infortunio e che poteva essere evitato. Il 10 ottobre 2016 Gudas viene nuovamente squalificato per 6 gare per un altro colpo alla testa ai danni di Austin Czarnik, attaccante dei Boston Bruins, in una gara di preseason.
Diversi episodi con protagonista Gudas hanno sollevato polemiche per non essere stati regolarmente puniti dagli arbitri nonostante abbiano messo in serio pericolo la salute dei giocatori avversari. Questa capacità di Gudas di evitare le penalità è stata successivamente definita come la caratteristica tipica del giocatore ceco. Tuttavia, a metà del febbraio 2016 Gudas viene espulso dopo aver colpito duramente Bobby Farnham (New Jersey Devils), giocatore quest'ultimo lontano dall'azione; per Gudas è la terza match penalty in 16 giorni. Il 3 ottobre 2016 subisce una major penalty per una carica alla balaustra molto dura su Jimmy Vesey (New York Rangers). Il 26 ottobre 2017 viene espulso un'altra volta, con una major penalty e una game misconduct penalty dopo aver colpito alla testa il difensore dei Senators Chris Wideman.
All'inizio del 2016, durante il suo periodo ai Flyers, i media locali riportano di un incontro tra il coach Dave Hakstol e il GM Ron Hextall con Radko Gudas, con lo scopo di discutere il comportamento di quest'ultimo sul ghiaccio. Tuttavia, dopo l'incontro, gli stessi media notano che il comportamento di Gudas non ha fatto altro che peggiorare dopo la riunione, paventando la possibilità che aumenti il desiderio di "vendicarsi" dei suoi comportamenti da parte delle squadre avversarie non solo contro di lui, ma anche contro i suoi compagni di squadra più importanti (come Claude Giroux o Jakub Voráček).
Il 20 novembre 2017, Gudas viene squalificato per 10 gare (con la pena aggiuntiva di non aver diritto al suo stipendio) per un colpo al collo ai danni di Mathieu Perreault (Winnipeg Jets), in quel momento scivolato sul ghiaccio. Subito dopo essere tornato a giocare dalla squalifica, Gudas ritorna subito alla ribalta dopo aver colpito con le proprie gambe Kyle Palmieri (New Jersey Devils) il 1° febbraio 2018. Gudas non avrà alcuna squalifica dopo questo episodio, dichiarando che si trattava di un caso fortuito; tuttavia, lo stesso Palmieri ha affermato il contrario, dichiarando che Gudas non aveva più diritto al beneficio del dubbio dopo i suoi precedenti.

## Vita privata
Gudas, con la sua compagna, ha una figlia. La sorella di Gudas, Karolina Gudasová, è un'attrice e cantante sposatasi con un'ex-compagno di squadra di Gudas ai Philadelphia Flyers, Michal Neuvirth.

## Palmarès

### Nazionale

#### Mondiali
- 1 medaglia:
  - 1 oro (Repubblica Ceca 2024)